# Vice capo vicario della polizia di Stato
Il Vice capo vicario, Vice Direttore generale della pubblica sicurezza con funzioni vicarie, è un prefetto, che svolge la funzione di vicecomandante della polizia di Stato e di vicedirettore del Dipartimento della pubblica sicurezza del ministero dell'Interno.

## Ruolo
Dei tre vice direttori generali del Capo della polizia - direttore generale della pubblica sicurezza, è quello che espleta le funzioni vicarie.
Il Vice capo vicario della polizia, che ha la qualifica di prefetto, deve obbligatoriamente provenire, prima dell'accesso alla carriera prefettizia, dai ruoli dei dirigenti della Polizia di Stato.
L'attuale Vice capo vicario è Carmine Belfiore che il 17 settembre 2024 ha sostituito il prefetto Vittorio Rizzi.

## Cronotassi dei vice capi vicari della polizia

### Repubblica Italiana
Dall’entrata in vigore della legge 1º aprile 1981 n. 121 ("Nuovo ordinamento dell'Amministrazione della Pubblica Sicurezza"):
1. Antonio Troisi dal 25 aprile 1981 al 31 gennaio 1987
2. Francesco D’Agostino dal 6 febbraio 1987 al 31 marzo 1988
3. Aligi Razzoli dal 1º aprile 1988 al 28 febbraio 1989
4. Franco Lamberto Mosti dal 1º marzo 1989 al 31 dicembre 1991
5. Umberto Pierantoni dal 1º gennaio 1992 al 15 luglio 1994
6. Achille Serra dal 1º settembre 1994 al 12 febbraio 1995
7. Gaetano Piccolella dal 27 febbraio 1995 al 18 dicembre 1997
8. Giovanni De Gennaro dal 19 dicembre 1997 al 31 maggio 2000
9. Felice Tombolini dal 10 giugno 2000 al 18 gennaio 2001
10. Ansoino Andreassi dal 22 gennaio 2001 al 7 agosto 2001
11. Antonio Manganelli dal 3 dicembre 2001 al 1º luglio 2007
12. Luigi De Sena dal 6 agosto 2007 al 11 febbraio 2008
13. Nicola Izzo dal 21 febbraio 2008 al 25 dicembre 2012
14. Alessandro Marangoni dal 26 novembre 2012 al 4 dicembre 2015
15. Luigi Savina dal 15 febbraio 2016 al 31 maggio 2019[3]
16. Antonio De Iesu dal 1 Giugno 2019 al 1º novembre 2020[4]
17. Maria Luisa Pellizzari dal 7 novembre 2020 al 27 giugno 2023[5].
18. Vittorio Rizzi dal 28 giugno 2023 al 17 settembre 2024.[6]
19. Carmine Belfiore, dal 17 settembre 2024